# Варпоље
Варпоље (словен. Varpolje) је насељено место у општини Речица об Савињи, Савињска регија, Словенија.

## Историја
До територијалне реорганизације у Словенији било су у саставу старе општине Мозирје.

## Становништво
У попису становништва из 2011. године, Варпоље је имало 315 становника.
| Број становника према пописима | Број становника према пописима | Број становника према пописима |
| ------------------------------ | ------------------------------ | ------------------------------ |
| 1991                           | 2002                           | 2011                           |
| 220                            | 316                            | 315                            |

Напомена: Године 2016. извршена је мања размена територија између насеља Варпоље и Шентјанж.